# ジョシュ・ギブソン
ジョシュ・ギブソン（Joshua Gibson、1911年12月21日 - 1947年1月20日）は、アメリカ合衆国ジョージア州ブエナビスタ出身の野球選手（捕手）。右投げ右打ち。愛称は「黒いベーブ・ルース」。
リーグ戦以外の試合も含め、キャリア通算で972本の本塁打を放ったと言われる。
（なお、王貞治は同様にオープン戦、日本シリーズ、オールスター、日米野球でのホームラン数を合計すると1,031本となる）
息子のジョシュ・ギブソン・ジュニアもニグロリーグでプレーした選手だった。

## 経歴
3人兄弟の長男として生まれ、小学校卒業後に父親が鉄工所の職を得たことを機会にピッツバーグへ移り住んだ。電気技師になるつもりだったが学校を中退、ブレーキの製造工場で働く傍らで、1927年頃から野球を始めた。
正確な記録はないが、プエルトリコのウィンター・リーグで1シーズン（約200試合）84本、生涯17シーズンの通算で900本以上の本塁打を放ったとされる。また通算打率も.350を遥かに超えていたようである。この通算900本以上というのは、中南米諸国での非公式の遠征試合での記録が大半で、最近の調査では、当時の新聞に載せられたスコアから、ギブソンがニグロリーグの公式戦で放った本塁打は300本程度であり、15 - 16打数に1本の割合で打っていたと推定されている。
飛距離の大きな本塁打を多く打ったことで、さまざまな逸話を残した。ピッツバーグでのある試合で、ギブソンが放った打球が球場の外に消え、その打球が翌日フィラデルフィアの球場に落ちてきた、といった逸話もある。
1934年にはヤンキー・スタジアムで飛距離580フィート（約176メートル）の場外本塁打を放ったと言われている。当時としては他の追随を許さない壮大な3階建てであり、左翼は右翼より遥かに広く、3階をクリアした人物は1923年の建造以来、1人もいなかった。ブルペンにいた者達が唖然としたと言われるぐらいすごい当たりで、これ以後でもニューヨーク・ヤンキースのミッキー・マントルがわずかに屋根に当てただけである。また、ワシントン・セネタースの本拠地球場、グリフィス・スタジアムは左翼が405フィート（約123メートル）もあるために、1946年のセネタースの選手全員の本塁打数が13本しか無かったのに対して、ギブソンはここで27本塁打を放ったと伝えられている。
1940年と1941年にはメキシコリーグでプレーしているが、メキシコでは450打数で44本塁打を記録、長打率は.802にもなっていたという。次の1942年、ギブソンはグレイズに復帰し、再開されたニグロリーグのワールドシリーズにチームを4度導いた。
それまでほとんど酒を飲まなかった（アイスクリームが好物だったという）ギブソンの飲酒は、メキシコリーグから復帰した1942年頃から目立つようになっていたそうで、1943年には過度の飲酒や薬物の使用からくる、神経衰弱という病院からの診断も受けていた。1945年頃のギブソンは、太って体調を崩し、キャッチングのためにしゃがむことも難しくなっていたほどだったが、流れるようなバットスイングだけは健在だったという。
黒人選手がMLBでプレイすることを誰よりも望んでいたが、1947年に35歳で急死する。死因は酒の飲みすぎなどによる脳卒中で、ジャッキー・ロビンソンがメジャーリーグにデビューする3か月ほど前のことだった。ギブソンが酒びたりの生活を送ることになった背景には、自分やサチェル・ペイジらを差し置いて、ロビンソンが黒人選手初のメジャーリーガーとなったことにショックを受けたため、という説も語られた。一方、ブルックリン・ドジャース組織が黒人選手獲得を決めていた際には既にギブソンは酒浸りであり、これが致命的となって獲得を見送られ、代わりに品行方正で知られるロビンソンが獲得されたという話もある。因みにロビンソンがドジャース組織と契約したとき、ギブソンは33歳8か月、ペイジは39歳1か月であった。
1972年にニグロリーグ特別委員会の投票により、サチェル・ペイジに続き、ニグロリーグ出身者では史上3人目の野球殿堂入りを果たした。

## 評価
MLBのナショナルリーグで3度のMVPを獲得し、アメリカ野球殿堂を果たしたロイ・キャンパネラは「攻走守どれを取っても私より上回っていた。飛ばす事ではベーブ・ルース以上、確実性でもあのテッド・ウィリアムズ以上」と言い切っている。また、ディジー・ディーンを擁するセントルイス・カージナルスは遠征でニグロリーグのオールスターチームと9試合対戦して2勝しか出来なかったという話が伝わっているが、ディーンは「彼（ギブソン）がいたら、7月4日の独立記念日にはカージナルスの優勝が決まり、後はフロリダでワールドシリーズまでのんびり魚釣りが出来るのに……」と嘆いたという。
2024年5月29日、MLBが公式にニグロリーグの記録も換算することを発表した。これにより2000打席以上の通算打率ではギブソンが.372で1位となった。

## 諸記録
- キャリア通算本塁打: 972本
- ニグロリーグ17シーズンでの通算打率：.359
- ニグロリーグ17シーズンでの通算本塁打：115本
- メキシカンリーグ2シーズンの通算打率：.393
- メキシカンリーグ2シーズンの通算本塁打：44本
- キューバン・ウィンターリーグ2シーズンの通算打率：.353
- キューバン・ウィンターリーグ2シーズンの通算本塁打：14本

## ギブソンに関する著書
- ウイリアム・ブラッシュラー著　『800号を打ったもう一人の男：「黒いベーブ・ルース」ジョシュ・ギブソン』　上村厳：訳（講談社, 1979年）